# カルダス県
カルダス県（スペイン語: Departamento de Caldas）は、コロンビアのパイサ地方にある県。州都はマニサレスである。
コロンビアの愛国の士、フランシスコ・ホセ・デ・カルダスにちなみ命名された。人口は103万62人、面積は7291平方キロ。リサラルダ県とキンディオ県にはさまれた、通称「コロンビア・コーヒー・ベルト」にあたる。
県内の貧困率は57.1%と高く、格差が深刻である。乳幼児死亡率、HIV/エイズ患者、栄養失調の割合も高いことから、保健医療が大きな課題となっている。
転圧コンクリート式 (RCC) のダムとして、かつて世界最高の高さをほこったミエル・イ・ダム（正式名パタンゴラス・ダム）がある。

## 隣接する県
- アンティオキア県
- ボヤカ県
- クンディナマルカ県
- トリマ県
- リサラルダ県

## 下位行政区
この県は下記の6地域、27市（ムニシピオ）からなる。
中南部
1. チンチナ市 (Chinchiná)
2. マニサーレス市 (Manizales) - 主都
3. ネイラ市 (Neira)
4. パレスティーナ市 (Palestina)
5. ビジャマリーア市 (Villamaría)

下西部
1. アンセルマ市 (Anserma) - 主都
2. ベラルカサル市 (Belalcázar)
3. リサラルダ市 (Risaralda)
4. サン・ホセ市 (San José)
5. ビテルボ市 (Viterbo)

上西部
1. フィラデルフィア市 (Filadelfia)
2. ラ・メルセ市 (La Merced)
3. マルマート市 (Marmato)
4. リオスシオ市 (Riosucio)
5. スピーア市 (Supía) - 主都

北部
1. アグアードス市 (Aguadas)
2. アランサス市 (Aranzazu)
3. パコラ市 (Pácora)
4. サラミナ市 (Salamina)

上東部
1. マンサナーレス市 (Manzanares)
2. マルケタリア市 (Marquetalia)
3. マルランダ市 (Marulanda)
4. ペンシルバニア市 (Pensilvania)

マグダレナ・カルデンセ地域
1. ラ・ドラーダ市 (La Dorada) - 主都

県内の各地域と市庁所在地（赤点）

2. ノルカシア市 (Norcasia)
3. サマナ市 (Samaná)
4. ビクトリア市 (Victoria)

## 経済
国内屈指のコーヒー豆生産地で知られており、農業生産を通じて形成された地域の景観は、「「コロンビアのコーヒー産地の文化的景観として世界遺産にも指定されている。なお、コーヒー生産は2010年代以降、国際的な価格下落の影響を受けて転換期を迎えている。